# (32727) 4268 T-3
4268 T-3 (asteroide 32727) é um asteroide da cintura principal. Possui uma excentricidade de 0.17698980 e uma inclinação de 7.72818º.
Este asteroide foi descoberto no dia 16 de outubro de 1977 por Cornelis Johannes van Houten e Ingrid van Houten-Groeneveld e Tom Gehrels em Palomar.